# IC 4123
IC 4123 ist eine Balken-Spiralgalaxie vom Hubble-Typ SBbc? im Sternbild Jagdhunde am Nordsternhimmel, die schätzungsweise 595 Millionen Lichtjahre von der Milchstraße entfernt ist.

In derselben Himmelsregion befindet sich u. a. die Galaxie IC 4118. 
Das Objekt wurde am 21. März 1903 vom deutschen Astronomen Max Wolf entdeckt.